# Зверев, Борис Петрович
Бори́с Петро́вич Зве́рев (1915—1966) — инженер-химик, организатор советского химического производства, главный инженер Кирово-Чепецкого химического завода (завода 752) с 21 января 1951 года по 17 декабря 1966 года. Лауреат Ленинской и трёх Сталинских премий второй степени.

## Биография

### Происхождение и образование
Родился 15 (28) мая 1915 года в селе Торхово (ныне — в Ленинском районе Тульской области). Отец — Пётр Никитич, из крестьянской семьи, в зимнее время занимавшейся обработкой кож — до 1917 года был в Торхове волостным старшиной, а после — помощником директора по найму Тульского оружейного завода. Мать, Мария Петровна Абрамова, венчание с которой состоялось в феврале 1914 года, происходила из купеческой семьи 2-й гильдии. В годы НЭПа П. Н. Зверев работал у предпринимателя Файнштейна, занимавшегося расширением оружейного производства в Туле, затем — уполномоченным от Белоруссии по реализации продукции республики в тульском регионе. Дважды, в 1928 и 1932 годах, подвергался аресту, после второго ареста постоянно болел и скончался от рака лёгких 13 июня 1935 года. Мать, Мария Петровна, домашняя хозяйка, до 1964 года проживала в Туле, затем с сыном Михаилом в Москве. Умерла и похоронена в Кирово-Чепецке в 1983 году. Брат, Михаил, также был химиком, доктором наук. Сестра, Лидия, в основном проживала в Туле.

О своём образовании Б. П. Зверев в автобиографии писал:
С пяти лет после изрядной домашней подготовки меня отдали учиться в третий класс тульской единой трудовой школы, которую окончил в 1930-м году. В 1930 — 1933 годы обучался в Бобриковском химическом техникуме… В 1937 году начал обучаться в вузе без отрыва от производства и закончил в 1944-м.
 По воспоминаниям М. П. Зверева (брата), препятствием для поступления в химико-технологический институт непосредственно после окончания техникума являлось отсутствие производственного стажа, в связи с чем Б. П. Зверев поступил в 1933 году на работу в ГОСНИИ-42 (ныне — ФГУП «ГосНИИОХТ», город Москва), где был мастером, позже — начальником опытного цеха (по синтезу новых органических соединений). Его консультантом был профессор П. Г. Сергеев (ученик академика А. Е. Чичибабина), который и привил, по словам самого Бориса Петровича, любовь к «большой химии».

### Работа на заводе «Рулон»
Одной из тем, над которой работал Б. П. Зверев в Москве, была разработка технологии промышленного получения органического стекла (оргстекла) — полимера метилметакрилата, термопластичного прозрачного пластика, ставшего известным в 1928 году под маркой Plexiglas в Германии, и нашедшего в начале 1930-х годов применение в авиации для создания остекления фонаря кабины пилота (сочетая оптическую прозрачность, безосколочность, атосферостойкость, нечувствительность к воздействию авиационного топлива, спиртов и минеральных масел). На руководимом им опытном производстве были впервые отработаны процессы синтеза синильной кислоты и циангидринов. В 1939 году 24-летнего инженера откомандировали в Дзержинск на завод 148, с целью наладки (на основе циангидринов) производства особо прочного оргстекла и изделий из него. В 1944 году он окончил МХТИ имени Д. И. Менделеева (Дзержинский филиал).
В Дзержинске под руководством Б. П. Зверева был начат выпуск авиационных бронекозырьков. Эта работа велась в сотрудничестве с учёными Всесоюзного института авиационных материалов, предложившими технологию изготовления броневого покрытия К-4 для штурмовика Ил-2, и с помощью командированных на завод представителей ленинградской группы учёных и инженеров, работавших над проблемами оргстекла в НИИ пластмасс при ЛХТИ. Целью работ было улучшение свойств бронестекла (первоначально представлявшего собой слоистую композицию с внешним слоем из закалённого стекла (сталинита) толщиной 34 мм — набранного из плиток 100×150 мм, и внутренним слоем из оргстекла 30 мм.
Вскоре после начала войны завод 148 получил название «Рулон» (почтовый ящик В-8421). В 1941-м году «Рулон» остался единственным в стране производителем оргстекла (ленинградский завод был эвакуирован, и возобновил работу за Уралом к лету 1942 года). Производимое «Рулоном» бронестекло К-4 при толщине 64 мм и массе 120 кг/м² не пробивалось 7,62 мм бронебойной пулей при стрельбе на дистанции 30 метров. В том или ином виде «таблетированная» броня к концу 1941 года применялась на всех типах советских самолётов. К 1943 году была создана улучшенная броня марки К-5 со сплошными слоями силикатного стекла, выдерживающая огневую мощь немецкого вооружения 13—20-миллиметровых калибров: авиационных пулемётов MG 131 и MG 151, включая вариант бикалиберной пушки MG 151/20.
В жизни Б. П. Зверева с работами над бронестеклом был связан эпизод, едва не закончившийся его арестом. В период приближения немецких войск к Москве был разбомблен завод, поставлявший на «Рулон» пластификатор, обеспечивающий пластичность оргстекла. В Дзержинске ему была найдена замена, обеспечение самолётов бронёй было возобновлено. Однако через несколько месяцев на уцелевших машинах она стала зеленеть, что стало предметом возбуждения дела о вредительстве и рассмотрения вопроса созданной государственной комиссией во главе с Г. М. Маленковым. Решающим при вынесении ею решения в пользу заводчан стало мнение В. И. Сталина, участвовавшего в работе комиссии, будучи сотрудником лётной инспекции ВВС при Главном Штабе ВВС РККА, который убедил других членов комиссии, что самолёты выходят из строя много раньше, чем успевает позеленеть броня: в течение двух недель их либо сбивают, либо они отправляются в ремонт. Дело было прекращено.
Спектр освоенных «Рулоном» под руководством Б. П. Зверева акрилатных продуктов включал клеящую бутилметакрилатную плёнку для соединения пластин оргстекла, метилакрилатную эмульсию для изготовления искусственной кожи, акрилонитрил для получения маслостойкого каучука и искусственного волокна. Впервые в мире был начат промышленный синтез синильной кислоты. Был создан первый в СССР цех по производству ацетона неполным окислением изопропилового спирта (переход от получения ацетона сбраживанием зерна, по подсчётам специалистов, высвободил 2 миллиона тонн пшеницы в год). Во время войны сначала в инициативном порядке, затем по заданию наркомата, было создано производство призм для остекления смотровых щелей танков
В 1944 году с целью знакомства с рядом новых производств Б. П. Зверев был командирован в Англию, в 1945 году — в Германию. Полученная информация позволила провести полную реконструкцию действующего производства. В 1946 году на опытно-промышленных установках завода впервые в стране стали получать фтористый водород, фторорганические продукты — фреон-12 и фреон-11. Было организовано опытное производство гексафторида урана, необходимого для последующего обогащения урана.

### Работа наКЧХЗ
В 1949 году Б. П. Зверева командируют в Кировскую область, на расположенный в рабочем посёлке Кирово-Чепецком завод 752 (приказом от 31 января 1966 года для предприятия было введено наименование «Кирово-Чепецкий химический завод»), где создавалось первое в СССР промышленное производство освоенных ранее на заводе в Дзержинске в опытно-промышленном масштабе продуктов — шестифтористого урана и фторорганических соединений. Борис Петрович был назначен руководителем пусковой бригады цехов № 1 и № 2, заместителем главного инженера завода. Первая партия являющегося неотъемлемой частью создания «советской атомной бомбы» гексафторида урана была выпущена 19 декабря 1949 года.
С 1 сентября 1950 года по январь 1951 года Б. П. Зверев исполнял обязанности начальника цеха № 1. 21 января 1951 года вышло Постановление СМ СССР о строительстве на заводе 752 производства обогащённого лития-6 (6Li), необходимого для получения дейтерида лития-6 6LiD (или 6Li2H), используемого как термоядерное топливо в термоядерном оружии. В этот же день Борис Петрович Зверев был назначен главным инженером завода. В последующие годы под его техническим руководством была создана инженерная школа, позволившая освоить новые технологии производства хлоргаза и каустической соды, хлороформа и хлористого кальция, гербицидов, первые в стране производства фреонов, фторсодержащих мономеров, полимеров, сополимеров, фторкаучуков, совершить прорыв в отечественной кардиохирургии (создав искусственные клапаны сердца).
При решении задачи производства обогащённого лития-6 способ получения изотопа с использованием множества ступеней (электролизёров) и требовавший многих циклов (включая ручные операции), больших энергозатрат, множества аппаратов (и, соответственно, производственных площадей), был заменён многоступенчатым процессом в одном агрегате. Акт о приёмке цеха в эксплуатацию был утверждён 17 сентября 1952 года. 12 марта 1953 года на совещании в ПГУ при СМ СССР были рассмотрены результаты освоения нового производства с выходом на концентрацию 25 % и поставлена задача достижения в течение квартала 40 % концентрации. После проведения 12 августа 1953 года первого испытания водородной бомбы для наращивания термоядерного потенциала требовалось значительное увеличение выпуска освоенного продукта. Решением СМ СССР заводу 752 было поручено увеличить мощность существующего производства вдвое в 1955 году и ещё впятеро в 1956 году. .
Значительным достижением стало создание к 1955 году на заводе 752 производства хлора и каустика, являющихся продуктами ртутного электролиза поваренной соли. В середине 1960-х годов в хлорном производстве на заводе произвели революцию, заменив трофейные электролизёры, рассчитанные на 12 кА, аппаратами собственной разработки Р-20 и Р-20М, доведя их нагрузку до 200 кА и увеличив плотность тока с 7,5 кА/м² до 10 кА/м² за счёт регулировки межэлектронного пространства, вследствие чего производительность труда выросла в 4,7 раза, себестоимость снизилась вдвое, расход электроэнергии на 15 %, ртути на 30 %.
Другим направлением развития завода под техническим руководством Б. П. Зверева стало создание крупнейшего в СССР производства фторорганических продуктов. В 1952 году был организован выпуск фреона-12 (хладагента для бытовых холодильников), фреона-22 и его переработка в мономер-4, что в 1956 году позволило освоить промышленную полимеризацию этого мономера с получением первого в СССР фторопласта-4. При первоначальной проектной мощности 100 тонн фторопласта в год, производственные задания министерства составили в 1962 году 800 тонн, в 1965 году — уже 2000 тонн. Выпуск заводом уникального по свойствам фторопласта-4 позволил организовать его применение в условиях собственных технологических цехов, использующих высокоагрессивные среды, а с 1964 года начать выпуск изделий из фторопласта-4 в качестве товарной продукции. Параллельно на основе фторсодержащих олефинов было создано производство целого класса сополимеров, включающий самые разнообразные по свойствам вещества: твёрдые пластики и каучуки, пластифицированные материалы, растворимые пластики, пригодные для получения лаков, плёнок, волокон и т. д. Большинство из них в СССР разработали до появления зарубежной информации об их создании (или не имели аналогов). В пусковой 1961 год удалось впервые в СССР получить 360 тонн фреона-142в, 50 тонн фторопласта-42, 40 — фторопласта-40, 30 — фторопласта-3 и 47,5 — фторкаучука СКФ-32. В конце 1964 года был освоен выпуск другого фторкаучука — СКФ-26.
Появление в составе завода производства гербицидов произошло по его личной инициативе, поддержанной Кировским обкомом КПСС в виде обращения в ЦК КПСС. 13 мая 1963 года вышло постановление СМ СССР о выпуске на заводе трихлорацетата натрия (ТХАН), получаемого окислением хлораля концентрированной азотной кислотой. В 1964—1965 годах заводом была разработана и смонтирована опытная установка для отработки режимов окисления, сопровождавшихся неконтролируемыми локальными взрывами. Монтаж основного оборудования был проведён параллельно с опытными работами, что позволило 24 января 1966 года ввести цех в эксплуатацию, а 15 февраля в ЦК КПСС был направлен рапорт о выпуске продукции в преддверии XXIV съезда КПСС.
Особое место в истории КЧХЗ заняла организация в его составе подразделения по производству медицинских изделий по инициативе АМН СССР, в котором было начато отечественное производство механических протезов клапана сердца (МПКС). Первый шаровой МПКС для митральной позиции был разработан и изготовлен в 1963 году, для аортальной позиции — в 1964 году. Производимые на заводе модели МПКС вошли в клиническую практику и до настоящего времени применяются для коррекции клапанных пороков сердца. Б. П. Зверев являлся не только организатором, но и соавтором нескольких изобретений, лежащих в основе конструкций выпускавшихся МПКС.
Б. П. Зверев — автор 40 изобретений, часть из которых, относящаяся к ядерной тематике, остаётся закрытой для освещения.

### Последние месяцы
Испытывая проблемы с сердцем, Б. П. Зверев в марте 1966 года приехал в московский ИССХ (в кооперации с которым проводились работы по созданию искусственных клапанов сердца), где его до зимы готовили к операции. В этот период из больничной палаты он проводил селекторные совещания со специалистами завода, принимал заводские делегации. По свидетельству будущего академика В. И. Шумакова, непосредственно руководившего предоперационной подготовкой, активно обсуждал идею о создании на «своём» предприятии аппарата искусственного сердца.
Умер 17 декабря 1966 года, через два дня после проведения операции на сердце. Первая церемония прощания с ним состоялась в Москве, в Доме культуры ИАЭ имени И. В. Курчатова. Руководство Минсредмаша выступило с инициативой захоронения на Новодевичьем кладбище, но представители завода настояли на том, чтобы Борис Петрович Зверев был похоронен в Кирово-Чепецке. Похороны состоялись на Красном кладбище Кирово-Чепецка при стечении «всего города».

## Награды и премии
- Сталинская премия второй степени (1946) — за создание и освоение в промышленности отечественного органического стекла, получившего применение для производства прозрачной авиационной брони[15].
- Сталинская премия второй степени (1951) — за разработку технологии производства шестифтористый урана и новых типов смазочных масел, устойчивых в среде шестифтористый урана.
- Сталинская премия второй степени (1953) — за разработку и промышленное освоение электролитического метода разделения изотопов лития
- Ленинская премия (1958) — за усовершенствование химической технологии
- три ордена Трудового Красного Знамени
- два ордена «Знак Почёта»
- Золотая медаль ВДНХ (1964)

## Память
- В Кирово-Чепецке в 1967 году именем Б. П. Зверева названа улица[49]. На доме № 8 установлена памятная доска с надписью: «Улица названа в честь лауреата Ленинской и Государственных премий, инженера-учёного Зверева Бориса Петровича (1915—1966)».
- 31 августа 2016 года решением Кирово-Чепецкой городской думы Б. П. Звереву посмертно присвоено звание Почётный гражданин города Кирово-Чепецка[50].